# 바이오하자드 (2002년 비디오 게임)
《바이오하자드》는 캡콤이 제작한 서바이벌 호러 비디오 게임이다. 《바이오하자드》 비디오 게임 시리즈의 첫 번째 게임이자 1996년 플레이스테이션에 출시된 《바이오하자드》의 리메이크이다. 게임큐브로 최초로 개발돼 일본서 2002년 3월 22일 발매됐다. 북미 및 유럽 지역에선 1996년 게임과 동일한 《레지던트 이블》이라는 제목으로 발매됐다.
게임의 배경은 1998년, 가상의 미국 중서부 도시 라쿤 시티에 위치한 한 저택에서 벌어지는 일련의 연쇄살인사건을 조사하기 위해 파견된 S.T.A.R.S. 요원들의 이야기를 다룬다. 플레이어는 크리스 레드필드와 질 발렌타인 중 하나를 택해 게임을 진행한다.
《바이오하자드》는 닌텐도와 캡콤 간의 독점계약으로 기획돼 1년 2개월에 걸쳐 개발됐다. 1996년 원작을 설계한 미카미 신지가 다시 기획을 맡았다. 미카미는 원작이 현대에 와서 뒤떨어지는 점을 반성하고 게임큐브의 사양이 그의 원래 도안에 맞다고 생각해 해당 리메이크를 개발하게 됐다. 원작처럼 시점이 고정 3인칭인 상태로 조종하는 것이 특징이나, 개선된 3차원 모델링을 사용하고 원작의 프리렌더링 이미지 배경을 대체하 완전 3D 배경을 활용했다.
출시 당시 《바이오하자드》는 게임 언론으로부터 원작에서 개선된 게임플레이와 그래픽으로 호평을 받았다. 허나 판매량은 캡콤의 기대치에 미치지 못해 이후 캡콤이 시리즈의 방향을 액션 게임으로 전환하는 계기가 됐다. 2008년에 새로운 조종법을 도입한 Wii 이식판이 출시됐다. 2014년, HD 리마스터판이 플레이스테이션 3, 플레이스테이션 4, 윈도우, 엑스박스 360 및 엑스박스 원로 발매됐다. 2019년에 HD판에 기반한 닌텐도 스위치 이식판이 발매됐다.

## 반응
《바이오하자드》는 게임큐브판 발매 당시 전폭적인 호평을 받았다.

## 참조

### 주해
1. ↑  영어: Biohazard, 일본어: バイオハザード, 표기상 영제 《biohazard》
2. ↑  영어: Resident Evil